# 泾原节度使
涇原節度使，後稱彰義軍節度使，唐代節度使名，得名於涇、原二州。

## 沿革
- 唐代宗大曆三年（768年），置涇原節度使，治涇州（今甘肅省涇川縣北[1]），並轄原州（今寧夏固原市）[2]。首任節度使馬璘。
- 大曆五年（770年），馬璘訴地貧軍廩不給，遙領鄭、潁二州。
- 大曆十四年（779年），潁州隸永平軍節度使。
- 唐德宗建中二年（781年），鄭州隸永平軍節度使。
- 建中四年（783年）十月，涇原兵變發生後，節度使姚令言挑靠叛軍朱泚為侍中。
- 貞元六年（790年），領四鎮北庭行軍節度使。
- 唐憲宗元和四年（809年），以原州之平涼縣置行渭州，並增領之。
- 唐僖宗廣明元年（880年）被吐蕃攻破行渭州。[3]
- 中和四年（884年），節度使張鈞表奏於平涼縣復置行渭州。[3]
- 唐昭宗乾寧元年（894年），賜號彰義軍節度使，增領武州，並復領行渭州。
- 宋朝为宋太宗避讳，改號彰化軍節度使。

## 歷任節度使
- 馬璘（768年—776年）
- 段秀實（777年—780年）
- 李怀光（780年）
- 朱泚（780年）
- 孟皞（780年）
- 姚令言（780年—783年）[4]
- 馮河清（783年—784年）
- 田希鑑（784年）
- 李觀（784年—787年）
- 劉昌（788年—803年）[5]
- 段祐（803年—808年）[5]
- 朱士明，赐名朱忠亮（808年—813年）[6][7]
- 蘇光榮（813年—815年）[7]
- 李匯（815年）[7]
- 王潛（815年—821年）[7][8]
- 田布（821年）[8]
- 楊元卿（821年—826年）[9]
- 李祐（826年—828年）[9]
- 李岵（828年—829年），改名李有裕[9]
- 張惟清（829年—833年）[9][10]
- 康志睦（833年）[10]
- 朱叔夜（833年—835年）[10]
- 劉沔（835年）[10]
- 王茂元（835年—840年）[10]
- 史论（会昌年间）
- 史宪忠（843年—846年）
- 康季荣（848年—852年）
- 裴识（852年—854年）
- 李权（854年—855年）
- 卢简求（855年—857年）
- 陆耽（857年）
- 李承勋（857年—858年）
- 浑侃（858年—860年）
- 李璲（咸通初年）
- 李弘甫（咸通年间）
- 周宝（？—879年）
- 程宗楚（880年—881年）
- 胡公素（881年—882年）
- 张钧（882年—894年）
- 张鐇（894年—895年）
- 张琏（895年—898年）
- 张珂（899年）
- 李茂贞（899年—923年）
- 李继曮（907年—909年）
- 刘知俊（909年—915年）
- 成及（912年—913年，遥领）
- 李继曮（915年—924年）
- 杜建徽（916年—933年，遥领）
- 李继昶（924年—929年）
- 李金全（929年—931年）
- 康福（932年—934年）
- 张从宾（934年—935年）
- 李德珫（935年—938年）
- 张万进（938年—939年）
- 张彦泽（939年—942年）
- 王周（942年—945年）
- 何建（945年—946年）
- 史威（946年）
- 史佺（947年）
- 史匡威（史懿）（947年—954年）
- 张铎（954年—956年）
- 白重赞（956年—960年）
- 张铎（960年—976年）

## 資料來源